# Jutsu (Naruto)
U anime i manga serijama Naruto jutsu' (術, "tehnika" ili "vještina") je temljni izraz što obuhvaća tehniku koju bi mogao upotrijebiti ninja, ali ne i prosječan čovjek. Jutsui se često oslanjaju na manipulaciju chakre raznim metodama, a najčešće su pečati ruku. Pečati ruku sastoje se od kombinacije 12 životinjskih simbola koji potječu iz kineskog zodijaka.
Do sada je otkriveno nekoliko stotina različitih jutsua čija imena ovise o medijima u kojem se pojave. Engleske verzije Naruto mange i animea oboje koriste različita imena za jutsue, što obično ne odgovara doslovnoj translaciji japanskog imena nekih jutsua.

## Chakra
Neophodna i za najosnovniji jutsu, chakra je mješavina energije prisutne u svakoj stanici našeg tijela i spiritualne energije postignute vježbom i iskustvom. Kada se te dvije energije pomiješaju, one se mogu provoditi kroz sustav optoka chakre, što je za nju isto kao i krvotok za krv, do svih 361 chakra točaka u tijelu. Chakra se raznim metodama, kao što su pečati ruku, može manipulirati i tako kreirati efekt koji inače ne bi bio moguć (hodanje po vodi ili uza zid).
Ovisno o omjeru pomiješane fizičke i spiritualne energije, mogu se formirati različite vrste chakre. Najčešći produkt toga je elementarna chakra, a koristi se za izvođenje elementarnih jutsua. Pet elemenata prirode su munja, vatra, vjetar, voda i zemlja. Većina ninja ima sklonost jednoj vrsti jutsua, no oni imaju mogućnost kreirati elementarne chakre drukčije od svojih. Svaki je element i jači i slabiji od drugog. Poredak je vatra, vjetar, munja, zemlja i voda, tako da je svaki element slabiji od prethodnog i snažniji od sljedećeg. Voda se pretvara natrag u vatru. Osim toga, elementarne tehnike mogu se parirati tehnikom istog elementa, ali samo ako je tehnika koja je parirana jednake ili slabije snage.
Određeni kekkei genkaiji također mogu stvoriti jedinstvene elemente, poput drva i leda, miješanjem osnovnih elemenata, što običnim ninjama nije moguće. Iako su neke ninje sposobne proizvoditi različite vrste chakra, oni to ne mogu raditi istodobno. Yamato također spominje chakre svjetlosti i tame, no nije ništa detaljnije objasnio njihovu uporabu.
Ljudi su u prošlosti bili rođeni bez chakre,sve dok jedna mlada žena koja se zvala Kayuga nije ukrala voće Siljua i pojela ga tako da dobije chakru,i završi rat koji je bio u njezino vrijeme.Njen sin,Mudrac od Šest Puteva,se nije rodio sa sposobnošću da stvori chakru tako što je kombinirao fizičku energiju,i mentalnu energiju,koju je stekao meditiranjem.
Vrlo dobri ninje mogu koristiti i druge elemente:Jonini mogu kontrolirati bar dva elementa.Kakashi Hatake može koristiti svih pet elemenata.Ninje nemogu spojiti ta dva elementa,osim ako in to nije u genetici.Haku,može izmiješati vodi stvarajući led.

### Aura
Aura je još jedan izvor energije stvoren koncentriranjem chakre u tijelu.Koristi se za jutsu koji treba veću količinu chakre.Klanovi kao što su Uchiha,Namikaze,Hyuga i Kengyo su sposobni stvoriti auru.

### Osam vrata chakre
Osam vrata su osam spesifičnih točaka na cirkulacijskom sistemu chakre. Osobe koje znaju taj jutsu, udvostručuju jačinu svojih fizičkih sposobnosti, nanoseći veliku štetu svome tijelu. Svaki novi level snage, donosi i veći level boli. Kada bi osoba otvorila svih Osam Vrata, bila bi tolio ozlijeđena da bi nakraju umrjela. Gaia je njegov otac naučio taj jutsu, a Gai je naučio Leeja da otvori prvih pet vrata, što je po Kakashiju Hatakeju nevjerojatno, jer i on sam može otvoriti samo prva vrata. Gai može ići još i dalje, čak i do osmih vrata, što je pokazao, ali zato je ostao invalid.
```
  1. Vrata Otvorenja:Locirana u mozgu, miče mozgove naredbe za potiskivanje mišića tako da koriste 100% svoje snage, i čini ih jačima.
```

```
  2. Vrata Ozdravljenja:Locirana u mozgu, na silu povećava fizičku snagu i privremeno povećava snagu tijela.
```

```
  3. Vrata života:Locirana na leđnoj moždini,, njihovo otvaranje prouzročava da koža postane crvena od ubrzanog protoka krvi.
```

```
  4. Vrata Boli:Locirana na leđnoj moždini, njihovo otvaranje prouzročava korisnikovu brzinu i snagu u zamjenu za potencijalno trganje mišića.
```

```
  5. Vrata Granice:Locirana na trbuhu, njihovo otvaranje prouzročava još veću brzinu i snagu.
```

```
  6. Vrata Pogleda:Locirana u trbuhu, njihovo otvaranje prouzročava još veću brzinu i snagu. Tehnika koja dolazi s ovime zove se Asakujaku, udaranje protivnika u zrak da može što više puta idariti tako brzo da zrak oko šake izgleda kao plava vatra.
```

```
  7. Vrata Čuđenja:Locirana ispod trbuha, njihovo otvaranje prouzročava da korisnikovo tijelo bude u iluziji da izgleda kao pokrivač chakre. Nažalost, otvaranje ovih vrata prouzročava je to da korisnikova mišićna vlakna postaju tako slaba do točke gde bi ih sve moglo rastrgati u komadiće. Tehnika koja dolazi s ovim vratima zove se Hirudaru, jedan udarac koji stvara pritisak zraka oko šake u obliku tigra za smrtni udarac.
```

```
  8. Vrata Smrti:Locirana na srcu, njihovo otvaranje koristi svu energiju tijela dok znoj postaje krimizan. Srce lupa na maximum snazi,ova vrata čine korisnika najsnažnijom osobom u bitci, ali ubija nakon kratkog vremena. Dvije tehnike koje dolaze s ovim vratima, zovu se  Sekizo, čiji neprestani udarci čiji se šokovi mogu usporediti s nogama slona, i Yangai, u kojoj je korisnik obavijen aurom u obliku zmaja i može ubiti puno ljudi odjednom, jednim udarcem.
```

### Osam vrata aure
Osam vrata aure slična su kao i ona od chakre. I spuštaju puno chakre transformirane u auru za korištenje zabranjenih jutsua.

### Tipovi jutsua
Jutsui se dijele na tri kategorije; Ninjutsu, Genjutsu i Taijutsu. Ninjutsu također ima dvije sub-kategorije; jutsu pečačenja, i jutsu prokletog pečačenja. Senjutsu koristi tri tipova energije; mentalnu i fizičku energiju shinobija, i energiju prirode. Koristeći moć prirode, Senjutsu može ojačati snagu njezinog ili njegovog jutsua. Kekkei Genkai sposobnosti su samo u genetici uglavnom nekog jakog klana, a dopušta korištenje posebnih sposobnosti.
Jutsui se dijele na rankove ovisi koliko ih je teško izvesti. E-rank je vrlo lagano, a S-rank nije nužno jače efektivan. "Tajni" jutsui se prenose generacijama nekog klana. Oni nemaju rank jer nitko izvan klana ih nezna izvesti. "Zabranjene tehnike" u drugom slučaju, ubrajaju se među šest osnovnih rankova, no ipak su zabranjeni za učenje i izvođenje. Tehnika se može smatrati zabranjenom ako proizvodi veliku štetu prema korisniku, kao što su otvaranje osam vrata, Narutova tehnika Fuuton:Rasen Shuriken, ili ako su mračeni ili zle, kao one koje koristi Orochimaru.

## Genjutsu
Genjutsu (幻術, "Tehnike iluzije") su tehnike koje se koriste u žrtvinom živčanom sustavu kako bi se stvorile iluzije; to je uglavnom viši intelektualni ninjutsu. Oni koji imaju posebne sposobnosti, poput Sharingana klana Uchiha, ili oni s višom inteligencijom, mogu lakše proizvesti ili blokirati genjutsu, pošto je ključ pažnja detaljima. Najčešće viđen genjutsu je jednostavna kreacija priviđenja-žrtve mogu čuti, vidjeti, njušiti, okusiti i/ili osjetiti dojmove koji u stvarnosti nisu ondje-koje se stvaraju kako bi se moglo manipulirati žrtvama. Drugim riječima, genjutsu utječe na sva pet osjetila, iako postoje postoje i drugačije primjene za njega. Oni koji su pod utjecajem genjutsua se ili ukoče na mjestu ili izgube svijest, ovisno o tome koliko su sposobni prepoznati i zaštititi se od njega.
Postoji nekoliko načina kako blokirati genjutsu. Zato što korisnik koristi žrtvinu chakru protiv nje, meta može zaustaviti genjutsu poremećujući svoj vlastiti chakra tok. To se zove Zaustavljanje genjutsua (幻術解, Genjutsu Kai, "Genjutsu Cancel"). Alternativno, ako ne uspije zaustavljanje genjutsua, jaka bol (ona koja nije izazvana genjutsuom) može ih probuditi iz njega, kao što je pokazano u borbi između Shikamarua Nare i Tayuye, kada je Shikamaru uporabio svoju vlastitu sjenu da si slomi prst i probudi se iz njenog genjutsua Iluzije demonske frule. Osim toga, netko drugi može poremetiti žrtvin chakra tok fizičkim kontaktom. Razina genjutsua ovisi o teškoći u njegovom blokiranju.

## Kekkei genkai
Kekkei genkai (血継限界, Kekkei Genkai, "posebno ograničenje u krvi") su sposobnosti koje se genetički prenose u određenim klanovima. Većina klanova je razvila posebne tehnike povezane s njihovim kekkei genkaijem (poput Hakuovih Demonskih ledenih zrcala ili Kaguya Kimimarovog Plesa sadnica paprata). Kekkei genkaije i njime povezane jutsue drugi ne mogu učiti niti kopirati jer traže određene genetičke veze za to. Kekkei genkai sposobnosti koje rade kroz korisnikovo oko zovu se dojutsu (瞳術, "učeničke tehnike"), poput Byakugana ili Sharingana.

## Ninjutsu
Ninjutsu (忍術, "ninja tehnike") je neodređen pojam za gotovo svaku tehniku koja koristi chakru i dopušta korisniku da izvede nešto što u stvarnosti zapravo nije moguće. Za razliku od genjutsua, od kojeg protivnik vidi iluzije, efekti ninjutsua su podosta realni. Ninjutsu se oslanja na chakru i, većinu vremena, na pečate ruku (svaki pečat ruke predstavlja jednu od 12 životinja kineskog zodijaka) kako bi bio efektivan. Ruke se stavljaju u uzastopne pozicije koje oblikuju chakru u potreban način za izvođenje ninjutsua. To, međutim, ne mora uvijek biti tako jer neki od jednostavnijih jutsua postaju navika iskusnijim ninjama pa ih oni mogu izvesti samom voljom. Osim toga, neki se ninjutsui mogu svrstati u elementarne jutsue, pod uvjetom da se uporabljuje određen element (munja, vatra, vjetar, voda, zemlja).

### Jutsu pečaćenja
Jutsu pečaćenja (封印術, Fūin jutsu) je jutsu koji "pečati" nešto ili nekoga u objekte ili živa bića. Najčešće primjene su oružja ili drugi objekti u svitcima koji uspješno prenose velik broj stvari.

### Jutsu ukletog pečata
Jutsu ukletog pečata je jutsu koji uporabljuje posebni "ukleti pečat" kako bi se nekoga moglo dovesti pod kontrolu korisnika ili kako bi se izazvali neki neprirodni efekti u tijelu na koje je pečat postavljen.

## Taijutsu
Taijutsu (体術, "tehnike tijela" ili "prsa-na-prsa borba") je uglavnom bilo koja tehnika koja uključuje borilačke vještine ili pojačane prirodne ljudske sposobnosti. Drugim riječima, taijutsu se izvršava tako što direktno pristupa korisnikovoj izdržljivosti, rađe nego da pretvara korisnikovu izdržljivost u chakru kako bi mogao izvesti ninjutsu ili genjutsu tehniku, što znači da je taijutsu mnogo brži u izvršavanju (iako slabiji u snazi) od genjutsua ili ninjutsua. U nekim se slučajevima chakra upotrebljava kako bi pojačala djelovanje tehnike, popu stila Nježnih šaka klana Hyuga. Uglavnom, taijutsu korisnik, međutim, rijetko rabi chakru u svojim napadima.